# デルフト工科大学
デルフト工科大学（英語: Delft University of Technology、略称TU Delft、DUT）は、オランダ、デルフトに本部を置くオランダの国立大学。1842年創立、1842年大学設置。
オランダで最古かつ最も名高い工科大学であり、世界の工科系大学でもトップクラスの名門校である。

## 概要
THE世界大学ランキング及びQS世界大学ランキングにおいて、アメリカ（マサチューセッツ工科大学、スタンフォード大学）、イギリス（ケンブリッジ大学、オックスフォード大学、インペリアル・カレッジ・ロンドン）及びスイス（スイス連邦工科大学チューリッヒ校、スイス連邦工科大学ローザンヌ校） の各校と共に世界の科学技術分野を牽引する名門校として位置付けられ、全世界の科学技術分野において常に上位にランキングされている。
特に建築、土木工学、機械・航空宇宙・製造工学といった社会への応用を重視した工学の分野で高い評価を受けており、2024年QS世界大学ランキングにおいて建築は3位、土木工学は3位、機械・航空宇宙・製造工学では3位に、2025年QS世界大学ランキングにおいて建築は3位、土木工学は6位、機械・航空宇宙・製造工学では13位に位置している。また、航空宇宙工学、応用地球科学、コンピューターサイエンス、ナノバイオロジーの修士過程と博士課程のプログラムは全て英語によって行われるため、全体の学生の半数近くがオランダの外からきた留学生である。すべての学部は3年のプログラムとなっている。161ヘクタールと世界でも最大級の敷地面積を誇る大学の一つであり、キャンパス内にトラムが走っている。設立以来3人のノーベル賞受賞者を輩出しているオランダを代表する研究型工科大学で、教訓は"Challenge the Future"（未来への挑戦）。

## 歴史
1842年1月8日、オランダ王のヴィレム2世によりロイヤル・アカデミーとして設立され、これまでに多くの高級技術官僚を輩出している最古の工科大学である。
スイス連邦工科大学チューリッヒ校やアーヘン工科大学、チャルマース工科大学、ミラノ工科大学などで構成されるIDEAリーグのメンバーである。また、デルフト工科大学、アイントホーフェン工科大学、トゥウェンテ大学、ヴァーヘニンゲン大学の4工学系大学で大学同盟4TUを構成している。

## 学科
- 航空宇宙工学（Aerospace Engineering）
- 応用科学（Applied Sciences）
- 建築（Architecture and the Built Environment）
- 土木工学及び地球科学（Civil Engineering and Geosciences）
- 電子数理情報工学（Electrical Engineering, Mathematics and Computer Sciences）
- デザイン工学（Industrial Design Engineering）
- 機械工学（Mechanical Engineering）
- 技術政策管理（Technology, Policy and Management）

## その他
世界最大のソーラーカーレースであるワールド・ソーラー・チャレンジでは、同大学から出場したNunaがこれまでに5回優勝している。

## 日本の学生交流協定校
- 東京大学
- 京都大学
- 大阪大学
- 大阪工業大学
- 東京工業大学
- 横浜国立大学
- 慶應義塾大学

## 主な卒業生・関係者

### 卒業生
- ダーク・サイモンズ - ランドスケープアーキテクト
- ヤコバ・ムルダー - 建築家、都市計画家
- テオ・ヤンセン - 彫刻家、アーティスト
- マウリッツ・エッシャー - 画家、アーティスト
- ヘラルド・フィリップス - フィリップス創業者
- Ben van Beurden - シェル現CEO
- Jeroen van der Veer - シェル前CEO
- ヤコブス・ヘンリクス・ファント・ホッフ - ノーベル化学賞受賞者
- シモン・ファンデルメール - ノーベル物理学賞受賞者
- ヘイケ・カメルリング・オネス - ノーベル物理学賞受賞者
- 横井篤文 - 岡山大学副学長（海外戦略担当）
- ハン・ファン・メーヘレン - 画家、画商、贋作者